# Бончо Генчев
Бончо Љубомиров Генчев (буг. Бончо Любомиров Генчев; Генерал Тошево, 7. јул 1964) је бугарски фудбалски тренер и бивши фудбалер. Играо је на позицији офанзивног везног играча.

## Успеси
Етар Велико Трново
- Прва лига Бугарске (1) : 1990/91.[3]

Појединачни
- Најбољи стрелац Прве лиге Бугарске: 1997/98.[4]